# Бабанов, Олег Семёнович
Олег Семёнович Бабанов (25.02.1929 — 1998) — конструктор гидротурбин, лауреат Государственной премии СССР (1982).
Родился в Ленинграде.
Окончил Ленинградский техникум тяжёлого машиностроения (1951) и в 1957 г. без отрыва от производства — Ленинградский политехнический институт имени М. И. Калинина.
С 1951 по 1997 г. работал на Ленинградском металлическом заводе: старший техник, инженер, ведущий инженер в конструкторском отделе водяных турбин, руководитель группы, начальник бюро, начальник СКБ — главный конструктор гидротурбин (1979—1991), начальник научно-производственного комплекса (НПК) «Гидротурбомаш» ПО «Ленинградский металлический завод», ведущий конструктор.
Руководил конструированием гидротурбин для ГЭС Советского Союза, Индии и Бразилии.
Кандидат технических наук (1983). Диссертация:
- Создание рабочего колеса поворотно-лопастной гидротурбины с изолированной зоной сервомотора : диссертация … кандидата технических наук. — Ленинград, 1983. — 155 с. : ил.

Лауреат Государственной премии СССР (1982) — за разработку проекта, технологии производства, изготовление, монтаж и пуск в эксплуатацию мощных диагональных гидротурбин Зейской ГЭС имени 60-летия Ленинского комсомола.
Соавтор книг:
- Сверхмощные турбины для Сибири и Дальнего Востока / [Г. С. Щеголев, О. С. Бабанов, В. С. Слынько, А. П. Колесников]; Под общ. ред. Г. С. Щеголева. — Л. : Машиностроение : Ленингр. отд-ние, 1980. — 136 с. : ил.; 20 см.
- Гидроэнергетическое и вспомогательное оборудование гидроэлектростанций : справочное пособие : в 2 т. / Л. Ф. Абдурахманов [и др.]; под редакцией чл.-кор. АН СССР Ю. С. Васильева, засл. деят. науки и техники РСФСР Д. С. Щавелева. — Москва : Энергоатомиздат, 1988—1990. — 25 см. Т. 1: Основное оборудование гидроэлектростанций. Т. 1. — 1988. — 399, [1] с. : ил.; ISBN 5-283-01961-6